# امیلی سمز
امیلی سمز (انگلیسی: Emily Sams؛ زادهٔ ۱ ژوئیهٔ ۱۹۹۹) بازیکن فوتبال زن اهل ایالات متحده آمریکا است.
وی همچنین در تیم‌های ملی فوتبال زیر ۲۳ سال زنان ایالات متحده آمریکا، و زنان ایالات متحده آمریکا بازی کرده است.